# Drenovac (Dečani)
Pour les articles homonymes, voir Drenovac.
Drenoc en albanais et Drenovac en serbe latin (en serbe cyrillique : Дреновац) est une localité du Kosovo située dans la commune/municipalité de Deçan/Dečani, district de Gjakovë/Đakovica (Kosovo) ou de Pejë/Peć (Serbie). Selon le recensement kosovar de 2011, elle compte 1 046 habitants, tous albanais.

## Histoire
La mosquée du village est proposée pour une inscription sur la liste des monuments culturels du Kosovo.

## Démographie

### Évolution historique de la population dans la localité
| 1948 | 1953 | 1961 | 1971  | 1981  | 1991  | 2011  |
| ---- | ---- | ---- | ----- | ----- | ----- | ----- |
| 736  | 795  | 883  | 1 049 | 1 288 | 1 443 | 1 046 |

|  |